# Felsico
Il termine felsico deriva dall'associazione delle parole feldspato e silice e sta appunto a indicare quei minerali  che sono ricchi di elementi leggeri come il silicio, l'ossigeno, l'alluminio, il sodio e il potassio.
Talvolta viene utilizzato il termine sialico, derivante da silicio e alluminio, ovvero da sial, inteso in geologia come termine per indicare la parte esterna della crosta terrestre, ricca appunto di silicio e alluminio.

## Descrizione
I minerali felsici sono di solito di colore chiaro e hanno una gravità specifica inferiore a 3. I minerali felsici più comuni sono il quarzo, la muscovite, l'ortoclasio  e il plagioclasio. Le rocce felsiche più comuni sono il granito e la riolite.
Dal punto di vista chimico le rocce felsiche, avendo un elevato contenuto di SiO2 (silice), sono all'estremo opposto delle cosiddette rocce femiche (o mafiche) che hanno bassi contenuti di silice. In questo senso in passato le rocce felsiche erano dette rocce acide, riferendosi alla elevata percentuale di SiO2 presente.